# Eucalyptus crenulata
Eucalyptus crenulata är en myrtenväxtart som beskrevs av William Faris Blakely och De Beuzev.. Eucalyptus crenulata ingår i släktet Eucalyptus och familjen myrtenväxter. Inga underarter finns listade i Catalogue of Life.